# Bauhinia similis
Bauhinia similis är en ärtväxtart som beskrevs av William Grant Craib. Bauhinia similis ingår i släktet Bauhinia och familjen ärtväxter. Inga underarter finns listade i Catalogue of Life.